# Recife
Recife er en by i det nordøstlige Brasilien, med et indbyggertal på 1,55 millioner. Den er hovedstad i delstaten Pernambuco og er havneby ved Atlanterhavet.
Byen blev grundlagt af portugisere i 1537 og forblev på portugisiske hænder indtil Brasiliens uafhængighed, bortset fra en kort periode under hollandsk besættelse i det 17. århundrede mellem 1630 and 1654.
Nær Recife ligger Olinda, som er på UNESCOs Verdensarvsliste.

## Fotogalleri
- Capela Dourada
- Santa Isabel
- Carnival - Galo da Madrugada
- São Pedro dos Clérigos
- Fernando de Noronha
- Nossa Senhora do Carmo
- Carnival 2008
- Ricardo Brennand
- Porto de Galinhas Strand
- Marco Zero
- Kahal Zur Israel